# 京都市立京都奏和高等学校
京都市立京都奏和高等学校（きょうとしりつきょうとそうわこうとうがっこう）は、京都市伏見区にある公立高等学校。

## 概要
京都市が設置する定時制課程のみの高等学校である。授業は4部に分かれている。
- 1部 - 昼前から夕方まで授業。5 - 6時間授業。修業期間3年。
- 2部 - 昼から夕方まで授業。4時間授業。修業期間4年間。
- 3部 - 昼過ぎから夕方まで授業。5 - 6時間授業。修業期間3年間。
- 4部 - 夕方から夜まで授業。4時間授業。修業期間4年間。

### 学校教育目標
- 自己の理解と自信を深め、自ら考え行動できる力を育む多様な価値観を認め、他者を尊重する態度を育む社会の一員としての自覚を高め、豊かに生きる力と態度を育む[1]

### 教育方針
- 当校は、以下の3つを大切にしている[1]
  - 自分らしく学ぶ
  - 集団で学ぶ
  - 様々な人と出会う

## 沿革

### 略歴
京都市立伏見工業高等学校と京都市立西京高等学校の定時課程との統合により開校した。

### 年表
- 2021年4月1日 - 開校

## 基礎データ

### 所在地
- 京都府京都市伏見区深草鈴塚町13番地[2]

### 通学区域
- 京都府全域

### アクセス
- 京阪電気鉄道京阪本線伏見稲荷駅より徒歩約6分

### 校名
一般公募により選ばれた。選定理由は以下のとおり。
- 世界に通じる都市名である「京都」を冠し，京都市の教育理念を象徴する学校になって欲しいという願いを込め、広く発信する。
- 「奏」には「奏でる」や「成し遂げる」という意味があり、生徒たちが夢に向かって努力し成し遂げて欲しいという願いを込めている。
- 「和」には「調和」「協調」「和む」といった集団での学びを大切にする奏和高等学校の教育理念を表している。
- 「奏和」には、不登校や発達障害など多様な困りを抱えた生徒が、共に和を持って学び合う中でそれぞれの個性が響き合い、将来の夢に向かって進んでいける奏和高等学校ならではの校風を奏でて欲しいという願いを込めている。

### 制服
- 標準服はあるが、購入は自由で私服での登校も認められている[1]。

## 部活動
以下の部活動が行われている

### 運動部
| - 剣道部 - 山岳部 - 卓球部 - バスケットボール部 - 陸上競技部 | - ダンス部 - ソフトテニス部 - バドミントン部 - バレーボール部 |

### 文化部
| - コンピューター部 - 深草倶楽部 - 軽音楽部 - 書道部 - 美術部 |